# Edward Loevy

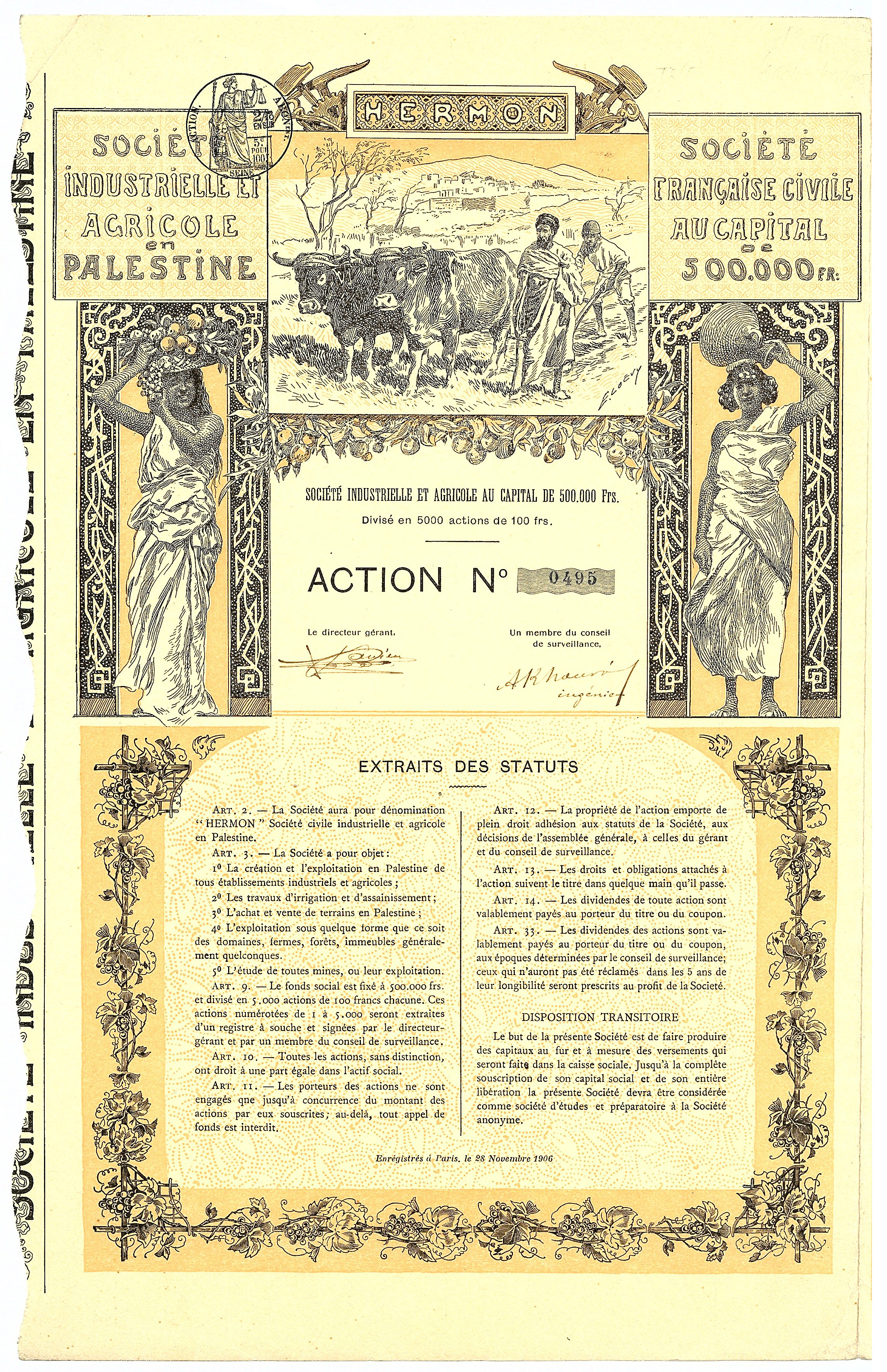
Akcja założycielska syjonistycznej spółki HERMON Société Industrielle & Agricole en Palestine na kwotę 100 franków, wydana 28 listopada 1906 roku w Paryżu. Opracowanie artystyczne akcji jest autorstwa malarza i ilustratora Edwarda Loevy'ego. Oprócz dwóch alegorii kobiecych, akcja przedstawia żydowskich rolników pracujących z zaprzęgiem wołów na ziemi swoich przodków u stóp góry Hermon.

Edward Loevy (także Eduard Lövy, Edouard Loevy; ur. 18 grudnia 1857 w Warszawie, zm. 21 grudnia 1910 w Paryżu) – polsko-francuski malarz i ilustrator.
Naukę malarstwa rozpoczął w Warszawie, pod kierunkiem Stanisława Heymana.
W wieku 15 lat (1873) rozpoczął studia na Królewskiej Akademii Sztuk Pięknych w Monachium, był tam uczniem Aleksandra Strähubera i Otto Seitza. Prawdopodobnie kontynuował naukę na Akademii Sztuk Pięknych w Petersburgu. Do Warszawy wrócił w 1878 roku, lecz dwa lata później osiadł w Paryżu. Kilkakrotnie odwiedzał Warszawę i Kraków i wystawiał w tych miastach swoje prace.
W Paryżu wystawiał swoje obrazy olejne w salonach Société Nationale des Beaux Arts, a rysunki na Exposition du Livre. Na Wystawie Światowej w Paryżu w 1900 roku za portret został odznaczony brązowym medalem.
Jako rysownik i ilustrator współpracował z polskimi pismami, takimi jak „Kłosy”, „Tygodnik Ilustrowany”, „Biesiada Literacka”, „Tygodnik Powszechny” i „Świat”, we Francji z „L’Illustration”, „Revue encyclopédique”, „Revue Universelle”, a także z magazynem „Über Land und Meer” w Stuttgarcie.
Wydawnictwu Éditions Larousse dostarczył kilka tysięcy rysunków i zilustrował liczne książki.